# 普拉特島 (塞舌爾)

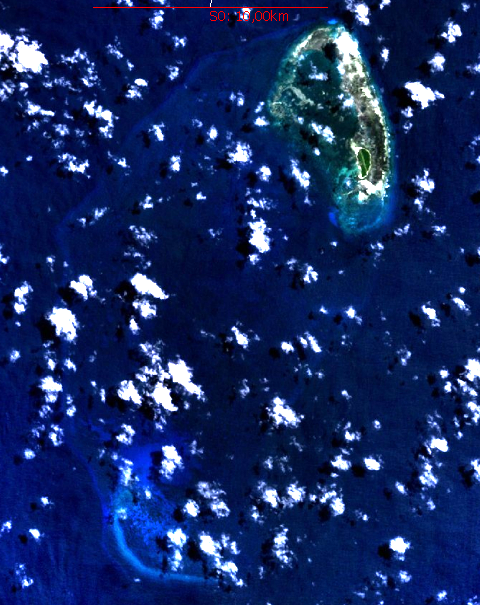

普拉特島是東非國家塞舌爾的島嶼，位於馬埃島以南135公里的印度洋，長1,250米、寬550米，面積0.65平方公里，該島被熱帶雨林覆蓋，島上有機場設施。